# 扁緣寶螺
扁緣寶螺（学名：Cypraea depressa）为寶螺科寶螺屬下的一个种。